# どろんきゅー
『どろんきゅー』は、吉村佳による日本の4コマ漫画作品。『まんがタイムスペシャル』（芳文社）にて連載された。

## 作品概要
幽霊を怖がる霊感少女果歩は、なぜか幽霊からは好かれている。街を歩けば地縛霊が道案内してくれ、電車に乗れば霊の大群が痴漢ガード、学校の試験では霊が血文字で答えを教えてくれ、ラブレターを渡された相手は同性で幽霊でさらにストーカー…、おまけに同級生アキには面白がられていじられ、果歩の悩みは深まるばかり。

## 登場人物

### 主要人物
佐倉果歩（さくらかほ）
霊感のある女子高生。極度の怖がり。かわいいものが大好きで、何故かオバケや幽霊に好かれている。霊感体質の所為で動物に嫌われている。幼少期は怖がりでは無かったが、4歳の頃に起こったとある出来事が原因で幽霊が怖くなった。
生徒会の副会長を務めている。上記の霊感からバイト先の神主に「神職とか興味ある?」と誘われていた。
マスコットキャラクターのイラストを見せると簡単に誘いに応じる、合コンを『合同コンサート』と勘違いして誘いに応じる等、無防備な側面があり、アキに心配される事がある。その一方で「下着は人に見せるものじゃない」と発言しており、その事をストーカー幽霊を含む学校霊達に評価されている。
可愛らしい趣味を持っており、自身を庇ってボロボロになった御雛様に自身の趣味丸出しの原型から大きく掛け離れた修復を施した。
遠藤亮（えんどうあきら）
果歩の友達で、愛称は「アキ」。彼女と同様に霊感はあるが怖いもの無しの女子高生。怖がる佐倉を見るのが好き。実は4歳だった頃の果歩の命の恩人（2人は、そのことをよく覚えていない）で過去に何度も会っていた。
幽霊については、「元は生きてた人間」という理由で恐れず、果歩に「仮に私が呪い殺されて幽霊になっても私の方が凄いから」と語っている（これを聞いた果歩は納得していた）。

### 幽霊
久子（ひさこ）
果歩の先輩。果歩曰く「病気で入院していたが、先月末に手術･その翌月から登校している」とのことだが、久子は他界しており幽霊となっていた。
果歩が気付かなかったため、自ら幽霊であることを告白した。それ以降は登場していない。
ストーカー幽霊
果歩に好意を寄せてつきまとう重度のストーカー幽霊。美少女で前向きな性格。ほぼ一貫してセーラー服。血文字で「分骨を受け取って下さい」「同じ墓に入って」などのメッセージを示すが、フキダシで人語をしゃべることもできる。時に果歩以外の人間にも姿を見せることもできる模様で、一部の人間にもショーウィンドウ越しの姿や鳥居に何度もお辞儀をしている姿などが見えている。果歩がマリにメイクをして貰っている場面を見た際には、「佐倉さんが死に化粧」「やっとこっちに」と前向きな誤解をしていた。アキから説明を受けるまではバレンタインデーのイベントを知らなかった。
悪霊であるが、果歩に危害は加えておらず、彼女に近づくナンパ男たちを容赦なく威して撃退する・果歩が入浴するときや身体検査を受けるとき覗こうとした霊を睨みつけて脅すなど、守護霊的な側面が目立つ。果歩にあげるチョコレートを買いに店に行った際には応対した男性店員を魅了し、果歩がメイド喫茶でバイトしたときには店外で若い男性客を追い払った。学校霊でもあるが、果歩が行く所ならどこにでも出没（出現）する。
4組の西（にし）
秋の遠足の際に現れた人物。迷子になった果歩と一緒に山を降りようと、近道へ誘おうとしていた。執拗に誘おうとしていた「近道」と称する階段らしき場所は、青白くて浮遊している灯りがついていて崩落しており、そこに果歩を引きずり込もうとしたがアキの乱入によって失敗に終わり、姿を消した。
果歩の事を「連れて帰ってずっと遊んでたい感じ」と評した。
兄貴
果歩とアキが行った繁華街にあるオバケの部屋にいたチーマー霊たちのリーダー格。
果歩の父
本名不明。物語開始時点で既に故人。妻の香代子が用意した自身の遺影に対して、「この遺影はないだろ」と抗議していた。
当初は果歩を側で見守り、自身の経験と知識で彼女をサポートしようと考えていたが、その行為が裏目に出てしまうことに気付き、以降は遠くから見守る事に徹している。

### 人間
佐倉香代子（さくら かよこ）
果歩の母。彼女と異なり幽霊は見えないが幽霊に強く、無意識のうちに幽霊を撃退している。果歩の霊感に気付いていない様子。血文字を只の汚れと認識するといった天然な一面もある。
毎年亡くなった夫を模した胸像型の細工菓子や夫の等身大のチョコレート像を作り飾っている。
アキの弟
常識的な性格。ストーカー幽霊の事を幽霊と気付いていない。
アキの祖父

マリ
アキの姉。霊感は無い。美人で男性からの人気が高い。元彼に上から一段目にひたすら「ゆるして」、二段目にひたすら「ごめんなさい」が書かれたウェディングケーキを送られたりもする。クラブで勤務している。

織部（おりべ）
果歩が通学している女子校の生徒会長。塩田とは同じクラス。初登場時、果歩に生徒会で行われるクリスマス会の招待状（不幸の手紙のような内容）を半ば強引に渡した。
人形に取り憑かれていて、果歩に取り憑こうと彼女に目をつけ、果歩に密着してアキが運んできたクリスマスケーキ目掛けて一直線に走ったが、彼女に避けられ十字架のオブジェに激突、織部は気絶して彼女に取り憑いていた人形はそのまま召された。
家は門から家までの距離が遠い・ライト付きセンサーカメラ・門の上に棘・番犬の群れで、アキに「挑んだサンタが死んでそう」と評された。
アキの兄
『ホテル　ふるひと』の管理人。礼儀正しく常識的な性格。
塩田（しおだ）
アキの先輩。織部とは同じクラス。
三井

## 書誌情報
- 吉村佳『どろんきゅー』 芳文社〈まんがタイムコミックス〉、全3巻
  1. 2013年8月22日第1刷発行（2013年8月7日発売[11]）、ISBN 978-4-8322-5215-8
  2. 2014年3月21日第1刷発行（2014年3月6日発売[11]）、ISBN 978-4-8322-5274-5
  3. 2015年4月22日第1刷発行（2015年4月7日発売[11]）、ISBN 978-4-8322-5376-6